# Onkogeny
Onkogeny – sekwencje DNA zdolne do indukowania karcynogenezy (procesu nowotworowego). Powstają z protoonkogenów, normalnie biorących udział w regulacji podziałów komórkowych (np. w transdukcji sygnałów, jako czynniki transkrypcyjne). Mutacja zachodząca w protoonkogenie przekształca go w onkogen. Produkt onkogenu pozostaje stale w aktywnej formie, prowadząc do niekontrolowanej proliferacji. Proces przekształcenia protoonkogenu w onkogen nazywamy onkogenezą. Komórka, w której dochodzi do niekontrolowanego wzrostu ulega transformacji nowotworowej.
Jest szereg różnic między genami supresorowymi a onkogenami. W przeciwieństwie do genów supresorowych onkogeny są genami dominującymi (wystarczy jeden zmutowany allel, aby ujawniło się działanie onkogenne). Mutacje genów supresorowych prowadzą do utraty funkcji, a onkogenów do nadmiernej funkcji. Większość genów supresorowych może ulegać mutacjom w gametach i wywołać zatem dziedziczne postacie nowotworów. Onkogeny niezwykle rzadko warunkują dziedziczne postacie nowotworów – z reguły związane są z mutacjami somatycznymi. W nowotworach występują sporadycznie.
Niektóre onkogeny: PDGF, HST, RET, erb A, N-myc, Fos, Abl, H-RAS.